# Trizocheles brachyops
Trizocheles brachyops är en kräftdjursart som beskrevs av Forest och de Saint Laurent 1987. Trizocheles brachyops ingår i släktet Trizocheles och familjen Pylochelidae. Inga underarter finns listade i Catalogue of Life.